# Handle with Care (novela)
Handle with Care es una novela de Jodi Picoult publicada en 2009. Debutó en el número #1 en la lista The New York Times Best Seller list.

## Argumento principal
La historia sigue la vida de una chica llamada Willow O'Keefe y su familia. Willow sufre Tipo III osteogenesis imperfecta (OI), una enfermedad también llamada síndrome de hueso quebradizo. 
Después de que unas vacaciones desastrosas en Disney World, Willow sufre severas roturas en ambos de sus fémures. Sean y Charlotte, su padres, visitan a una abogada para informarse sobre un pleito contra el parque y el hospital después de pensar que las roturas de Willow eran causa de un maltrato infantil. La abogada menciona una posibilidad diferente: una querella contra el que trató a Charlotte durante su embarazo ya que el feto tenía OI y, si lo hubiera sabido en su momento podría haber abortado. Pero, el OB/GYN que tienen que demandar es Piper Reece, el amigo mejor de Charlotte.
Amelia, la hija mayor de Charlotte y Sean desarrolla bulimia. Sean y Charlotte consideran acordar un divorcio después de desacuerdos incontables sobre este pleito, aun así finalmente vuelven juntos. Durante la prueba se revela que en un ultrasonido de 18 semanas, había evidencia de OI y qué Piper tendría que haber actuado. El jurado da la razón a los O'Keefes y les otorga $8 millones. Además obligan a Piper para dejar de ejercer y, a consecuencia de ello, le obligan a tomar un trabajo a tiempo parcial en una clínica gratuita. Marin Gates, la abogada de los O'Keefes, tiene asuntos durante el pleito también, ya que fue adoptada y está intentando conocer a sus padres biológicos. Descubre que su auténtica madre está en el jurado y se revela que Marin fue producto de una violación.
El capítulo final es narrado por Willow. Está empezando primer grado y está acudiendo a un campamento para niños con OI. Amelia recibe tratamiento para su desorden alimenticio y regresa sana y con pasión para pintar. Charlotte escribe un libro de recetas y está dando todo el dinero recaudado a la Fundación de OI. Sean y Charlotte se reconcilian.

## Recepción
People le dio al libro cuatro estrellas, y The Washington Post se refirió a él como "una gran lectura, con personajes fuertes."